# Bergbau im Kreis Gütersloh

Städte und Gemeinden im Kreis Gütersloh

Bergbau im Kreis Gütersloh ging in geringem Umfang vom 16. bis zum 20. Jahrhundert auf Eisenerz und Kohle um.

## Geschichte
Die Region ist geprägt von Ablagerungen aus der Kreidezeit.
Im Januar 1505 genehmigte Herzog Wilhelm von Jülich-Berg seinem Statthalter, Graf Philipp von Waldeck, ein in Werther gegründetes Bergwerk auszubauen.
Im 16. Jahrhundert wurde im Kirchspiel Werther bei Halle in Westfalen nach Wealdenkohle gesucht. Nach Kohle und nach Eisenerz wurde im Gebiet westlich der Hofstätte Schneiker in Eggeberg, Halle, geschürft. Es wurden mehrere Stollen aufgefahren. 1753 wird auch ein Schmelzofen urkundlich erwähnt. 1805 wurde das Bergwerk aufgelassen.
1841 wurde der Stollen V der Zeche Alter Arminius mit einer Länge von etwa 172 m ungefähr 270 m südöstlich der Hofstätte mit Schlägel und Eisen aufgefahren. Etwa 270 m östlich von Schneiker wurde 1923 wurde der Stollen VI der Zeche Vereinigte Arminius-/Katharinenstollen aufgefahren; die Länge von Hauptstollen und Nebenstrecken betrug 920 m. Vier Flöze wurden angefahren, die etwa 65 bzw. 80 cm mächtig waren. 1925 wurde beim Bergamt Hamm die Einstellung des Bergwerks wegen Erfolglosigkeit beantragt.